# ヴォロディームィリウカ (ビーラ・ツェールクヴァ地区)
ヴォロディームィリウカ（ウクライナ語：Володи́мирівка；意訳：「ヴォロディームィルの村」）は、ウクライナのキーウ州ビーラ・ツェールクヴァ地区にある村。村名はヴォロディームィルというウクライナ人の名前に由来する。1923年に創建された。面積は約0.4km²（2005年）。人口は157人（2005年）。古名はドロズディー（Дроэди；意訳：「鶫」）。